# Dendronephthya irregularis
Dendronephthya irregularis är en korallart som beskrevs av Henderson 1909. Dendronephthya irregularis ingår i släktet Dendronephthya och familjen Nephtheidae. Inga underarter finns listade i Catalogue of Life.